# 小行星27977
小行星27977（27977 Distratis）是一颗绕太阳运转的小行星，为主小行星带小行星。该小行星于1997年10月25日发现。

## 轨道参数
小行星27977的轨道半长轴为2.5509117 UA，离心率为0.222。